# Krzyż jagielloński

Krzyż jagielloński

Krzyż jagielloński na fladze Litewskiego Związku Narodowców Antanasa Smetony

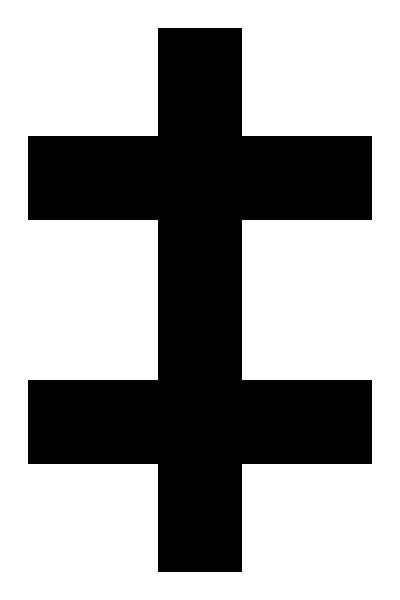
Czarny krzyż jagielloński

Krzyż jagielloński (lit. Vyčio kryžius – w dosłownym tłumaczeniu Krzyż Pogoni) – odmiana krzyża lotaryńskiego stosowana przez Władysława Jagiełłę jako herb osobisty, a następnie przez jego następców jako herb dynastyczny. Przedstawiana jako krzyż lotaryński, którego belki są zakończone prostopadle, równej długości i rozmieszczone symetrycznie – zazwyczaj krzyż jest złoty, a tło niebieskie, choć popularne jest również tło barwy czerwonej. Jeden z symboli narodowych Litwy.

## Jagiellonowie

### Geneza
Geneza krzyża jagiellońskiego nie jest znana. Część badaczy sugeruje pochodzenie krzyża od krzyża patriarchalnego, który miał symbolizować zwycięstwo chrześcijaństwa nad pogaństwem. Inna, mniej popularna wersja, sugeruje, iż mógł zostać zaczerpnięty z herbu Węgier przez Jagiełłę po ślubie z Jadwigą. Najmniej popularną hipotezą, odrzucaną przez większość historyków z powodu braku dowodów, jest ta, według której krzyż miał zostać nadany jako herb królowi Mendogowi przez papieża Innocentego IV. Litewskie legendy (również odrzucane przez większość historyków) wiążą krzyż jagielloński z postacią wielkiego księcia Szwentoroga – według nich, w czasie budowy świątyni Perkuna władca, za radą wieszczki, miał użyć 122 cegieł, a na ostatniej z nich miał zostać odciśnięty znak krzyża podwójnego, symbolizujacego tryumf chrześcijaństwa po 122 latach od budowy świątyni.

### Użycie przez Jagiellonów
Po raz pierwszy użyty w 1386 roku. Początkowo był używany na pieczęciach królewskich osobno, ponad główną tarczą. Pełnił funkcję herbu osobistego, ściśle związanego z osobą króla Polski. Po śmierci Władysława Jagiełły zaczął on stawać się symbolem dynastycznym. Za rządów Kazimierza Jagiellończyka nabrał ostatecznie charakterystycznego kształtu – wszystkie belki krzyża stały się prostopadle zakończonymi, a belki poprzeczne stały się równej długości i rozmieszczonymi symetrycznie na belce pionowej. Od czasu rządów Aleksandra Jagiellończyka krzyż jagielloński stracił swoje znaczenie i został wpisany w wieniec herbów ziemskich, tracąc swoją rodową specyfikę.
Krzyż jagielloński stał się częścią herbu Pogoń – przedstawiony na herbie rycerz trzyma w lewej ręce tarczę z krzyżem jagiellońskim.

## Późniejsze użycie

### Na Litwie
Na Litwie krzyż jagielloński silniej niż z dynastią Jagiellonów połączony jest z herbem Pogoń, dlatego też nazywany jest krzyżem pogoni. Jest jednym z symboli państwa litewskiego, a jego wygląd jest ściśle określony w ustawie.

Krzyż w logo szaulisów

Krzyż znajdował się na logo Związku Strzelców Litewskich (a w związku z tym znajdował się również na Medalu Gwiazdy Strzelców) oraz na fladze Litewskiego Związku Narodowców Antanasa Smetony. W latach 40. i 50. należał do symboli litewskiej partyzantki antykomunistycznej, potem stał się jednym z symboli oporu Litwinów wobec ZSRR. Jest główną częścią Orderu Krzyża Pogoni i stanowi znak rozpoznawczy Litewskich Sił Powietrznych.

Krzyż w logo Prawicy Rzeczypospolitej

### W Polsce
W Polsce krzyż jagielloński pojawia się m.in. w herbie gminy Zbuczyn, Miedźno, Roźwienica i Leżajsk. Znajduje się również na logo partii Prawica Rzeczypospolitej.